# Kasteel Blaarthem

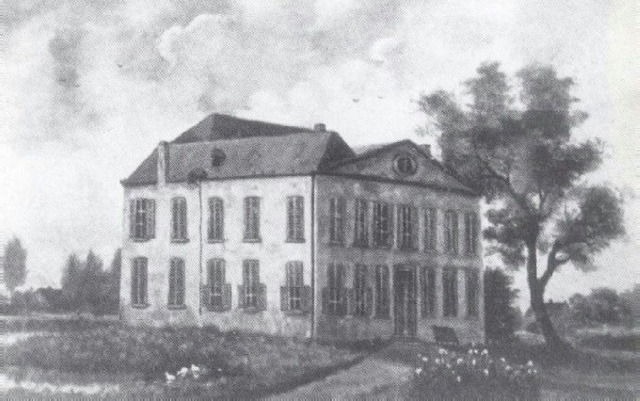
Kasteel Blaarthem, kort voor de brand in 1893

Kasteel Blaarthem was een uit de middeleeuwen stammend kasteel dat zich bevond te Blaarthem in het dal van de Gender tussen Gestel en Meerveldhoven.
De oudste vermelding van Blaarthem is uit 1173. Dit betreft het afschrift van een zoekgeraakt document uit omstreeks 1145, waarin sprake is van een zekere Berta de Blartehim, of Berta van Blaarthem, die bezittingen had te Blaarthem en goederen te Reusel heeft geschonken aan de Priorij van Postel.
Omstreeks 1264 is er een transactie waarbij Willem II heer van Horne en Altena, in bezit is gekomen van goederen te Blaarthem. In 1297 bleek Jan II van Brabant ook goederen te Blaarthem te bezitten. We weten niet of het om dezelfde gebieden ging.

## Heren en Vrouwen van Blaarthem
Naar het kasteel werd voor het eerst verwezen in 1340, waarbij een mansus werd genoemd, wat een nederzetting is die uit enkele boerderijen bestond, die in het bezit van edelen waren. In dit geval betrof het Geerlink van Blaarthem. In 1436 was er sprake van een blokhuis met gracht, en in 1525 van dat Borchtken. De volgende heren en vrouwen worden dan genoemd:
- ?-1529: Goyart van Eijck. Deze was rentmeester-generaal der Staten van Brabant was en getrouwd met Mechteld Hals. Hij stierf in 1529.
- 1562-1580: Roelof van Eijck, zoon van Goyart. Na een mogelijk korte onderbreking kwam het kasteel weer in bezit van de familie Van Eijck. Roelof woonde weliswaar op het kasteel, maar had ook een huis in 's-Hertogenbosch, waar hij meerdere malen schepen was in de periode tussen 1536 en 1573. Ook was hij lid van de Zwanenbroeders. Roelof stierf in 1580.
- 1580-1609: Gerard van Eijck, zoon van Roelof.
- 1609-1656: Goyart van Eijck zoon van Gerard. Goyart stierf in 1668, maar in 1656 gaf hij het kasteel als bruiloftsgeschenk aan zijn zoon Christiaan.
- 1658-1670: Christiaan van Eijck, zoon van Goyart. Hij leefde van 1618-1670.
- 1670-1701: Adriana Cecilia van Eijck, tweede vrouw van Christiaan en erfvrouwe van Blaarthem. In 1697 verliet zij het kasteel , waarop haar dochter Catharina Maria van Eijck er ging wonen. Adriana stierf in 1701.
- 1701-1727: Catharina Maria van Eijck en haar man Henri Albert Barthold de Dongelberghe. Henri Albert stierf in 1727, Catharina Maria in 1753.
- 1727-1740: Philip Carolus de Dongelberghe, zoon van Albert. Hij leefde van 1695-1740.
- 1740-1780: Franciscus Hyacinthus de Dongelberghe, broer van Philip. Hij leefde van 1710-1780 en bleef ongehuwd. Na de dood van zijn moeder in 1753 trok hij zich terug op het kasteel. Hij vermaakte het aan een verre bloedverwant, die echter het wapen van Van Eijck bij het zijne moest voegen.
- 1780-1818: Theodore Jean Laurent del Marmol kreeg het kasteel toegewezen. Hij leefde van 1772-1824 en was de zoon van een Brusselse schepen. Indachtig Franciscus' wens noemde hij zich voortaan del Marmol van Eijck. Hij liet het kasteel moderniseren in eenen fraaien toestand, maar ging er zelf niet wonen. Hij was namelijk schildknaap en kamerheer in het paleis van Hortense de Beauharnais te Parijs. Blijkbaar kwam hij door de bouwwerkzaamheden te Blaarthem in de schulden te zitten, want hij wilde het geheel in 1811 verkopen, maar vond geen koper. In 1818 verkocht Theodore het kasteel aan zijn broer.
- 1818-1836: Joseph Charles Aloys del Marmol, broer van Theodore. Hij leefde van 1764-1836.
- 1836-1885: Emmanuel Louis Joseph del Marmol, zoon van Joseph. Hij leefde van 1810-1885. Hij heeft echter nooit in het kasteel gewoond, maar verhuurde het.
- 1885-1898: Eugène Theodore del Marmol, broer van Emmanuel. Hij leefde van 1812-1898. Hij was voorzitter van de archeologische sociëteit te Namen. Hij liet het kasteel in 1893 restaureren, maar tijdens de reparatie ontstond brand, waardoor het kasteel geheel werd verwoest.
- 1898-1912: Ferdinand del Marmol, zoon van de broer van Eugène, die leefde van 1854-1923. Hij erfde de ruïne, de visrechten op een deel van de Dommel, en de omliggende landerijen, die hij in 1912 aan de boer Johannes Coppelmans verkocht.

Johannes Coppelmans liet de ruïne in 1914 slopen. Enkele resten moeten er nog tot 1939 hebben gestaan, maar ook deze werden gesloopt, waarna het geheel als akkerland in gebruik was. Na opgravingen in 1974 werd in 1975 de wijk Genderbeemd op de plaats van het kasteel opgetrokken.

## Het gebouw
Hoe het middeleeuws kasteel eruit heeft gezien, is niet bekend. Er is een tekening uit 1740 waar een vage contour op te zien is, en er is een vervalste tekening uit de 19e eeuw die de toestand in 1749 zegt weer te geven, maar gebaseerd is op een prent van een Utrechts kasteel.
De verbouwing door Theodore del Marmol van Eijck op het eind van de 18e eeuw was zeer ingrijpend. Er was nu een rechthoekig herenhuis met een driehoekig fronton en een torentje ontstaan.
Bij het kasteel lag een U-vormige hoeve, waarschijnlijk het neerhuis van het kasteel. Er is weinig over bekend, maar Petrus Panken vermeldt deze hoeve in zijn dagboeken. In 1900 was ze al gesloopt.
Ook lag de Blaarthemse Watermolen bij het kasteel.

## De opgravingen
De opgravingen vonden plaats in 1974, maar moesten worden gestopt toen het bouwen een aanvang nam. Vooral de fundamenten zijn bekeken, de grachten, die opgevuld zijn met de Blaarthemse kerkheuvel, werden niet onderzocht en dit materiaal is mogelijk nog in de ondergrond aanwezig. Er werden muurresten gevonden en een drietal ronde waterputten. Ook werden paalresten gevonden uit de 11e en 12e eeuw, die erop duidden dat er houten gebouwen hebben gestaan, en men vermoedt dat het om de voorloper van het kasteel ging, omdat het een rechthoekig gebouw betrof. Hier zou Bertha de Blartehim kunnen hebben gewoond. Er zijn ook voorwerpen aangetroffen, zoals ijzeren kookpotten en tinnen eetkommetjes. Hierin stonden tingietersmerken en eigendomsmerken, die afkomstig waren van Roelof van Eijck en Helwig van Berkel.
Er werden ook oudere scherven gevonden, die dateerden uit de periode van de houten voorloper van het kasteel, en wel van 1075-1150. Het betrof fragmenten van aardewerk uit onder meer Paffrath en Andenne.